# Ingemar
Mansnamnet Ingemar eller Ingmar är ett fornnordiskt namn som är bildat av namnet Ing och efterleden‑mar 'utmärkt, berömlig'. Ing är möjligtvis namnet på en fornnordisk fruktbarhetsgud. Samma Ing förekommer också i mansnamn som Inge, Ingvar, Ingemund, Ingvald, Ingolf och Yngve, samt i kvinnonamn som Ingrid, Ingeborg och Inga.
Det äldsta belägget i Sverige är en runinskrift från 1000-talet på ett flyttblock vid Runby i Eds socken i Uppland: Ingrid lät göra ladbron (lastbryggan) och hugga stenen efter Ingemar, sin man och efter Dan och efter Banke, sina söner. De bodde i Runby och ägde där gård. Kristi hjälpe deras själ.  
Ingemar var ett vanligt namn bland pojkar på 1940- och 1950-talen och är fortfarande ett av de 30 vanligaste förnamnen i den manliga befolkningen. De senaste decennierna har namnet huvudsakligen använts som andranamn. Den 31 december 2014 fanns det totalt 67 024 personer i Sverige med namnet Ingemar/Ingmar, varav 9 717 med det som tilltalsnamn. År 2003 fick 181 pojkar namnet, varav 9 fick det som tilltalsnamn.
Namnsdag i Sverige: 3 juni. I den finlandssvenska namnsdagslängden har Ingmar/Ingemar namnsdag 21 juni sedan starten 1929, då en egen namnsdagskalender togs i bruk för finlandssvenskar. 1929–1949 förekom bara formen Ingmar, 1950–1972 bara formen Ingemar och sedan 1973 förekommer båda formerna i namnsdagskalendern.

## Personer med namnet Ingemar eller Ingmar
- Ingemar Aava, bandyspelare
- Ingemar Carlehed, skådespelare
- Ingemar Eliasson, politiker (FP), statsråd, landshövding, riksmarskalk
- Ingemar Erlandsson, fotbollsspelare
- Ingemar Gabrielsson, musikadministratör, organist och professor
- Ingemar Hedberg, kanotist, OS-silver 1952
- Ingemar Hedenius, professor i praktisk filosofi
- Ingemar Holde, skådespelare
- Ingemar Joelsson, professor
- Ingemar Johansson ("Ingo"), boxare, proffsvärldsmästare 1959, OS-silver 1952
- Ingemar Johansson (gångare), OS-silver 1948
- Ingemar Leijonborg, regissör, manusförfattare
- Ingemar Mundebo, politiker (FP), statsråd, landshövding
- Ingemar Månsson, kördirigent
- Ingemar Odlander, journalist
- Ingemar Raukola, skådespelare
- Ingemar Selander, konstnär
- Ingemar Skogö, landshövding
- Ingemar Stenmark, alpin skidåkare, bragdmedaljör, OS-guld 1980
- Ingemar Tunander, museiman
- Ingemar Unge, journalist och författare
- Ingemar Öhrn, ämbetsman, f.d. landshövding
- Ingmar Bengtsson, professor i musikvetenskap
- Ingmar Bergman, regissör
- Ingmar Björkstén, kulturjournalist och författare
- Ingmar Glanzelius, jazzmusiker
- Ingmar Karlsson, diplomat och författare
- Ingmar Milveden, tonsättare
- Ingmar Nordström, saxofonist och dansbandsledare
- Ingmar Ström, biskop och författare